# Fontaine-sur-Coole
Pour les articles homonymes, voir Fontaine et Coole.
Fontaine-sur-Coole est une ancienne commune française du département de la Marne en région Grand Est. Elle fait partie de la commune de Faux-Vésigneul depuis 1970.

## Géographie
Comme son nom l'indique, cette ancienne commune est située sur la Coole. Elle est traversée par les routes D 4 et D 79.

## Toponymie
Anciennement mentionné : Villa que dicitur Fontes au XIIIe siècle, Fontaingnes en 1350, Fontaines-sur-Coole en 1384, Fonteinnes et Fontainnes en 1406, Fontaine-sur-Coole en 1462, Fontanæ en 1542, Fontaine-sur-Colle en 1633, Fontaine-soubz-Coolle en 1636, Fontanæ ad Coslam vulgo Fontaine-sur-Colle en 1755.

## Histoire
En 1789, ce village fait partie de l'élection de Châlons et suit la coutume de Vitry.
Le 16 octobre 1970, la commune de Fontaine-sur-Coole est rattachée à celle de Faux-Vésigneul sous le régime de la fusion simple.

## Administration
| Période | Période | Identité       | Étiquette | Qualité |
| ------- | ------- | -------------- | --------- | ------- |
| 1944    | 1950    | René Quenardel |           |         |
| 1950    | 1965    | Roger Lavigne  |           |         |
| 1965    | 1970    | Denis Guyot    |           |         |

## Démographie
| 1793 | 1800 | 1806 | 1821 | 1831 | 1836 | 1841 | 1846 | 1851 |
| ---- | ---- | ---- | ---- | ---- | ---- | ---- | ---- | ---- |
| 156  | 140  | 129  | 145  | 158  | 160  | 180  | 172  | 156  |

| 1911 | 1921 | 1926 | 1931 | 1936 | 1946 | 1954 | 1962 | 1968 |
| ---- | ---- | ---- | ---- | ---- | ---- | ---- | ---- | ---- |
| 84   | 85   | 93   | 91   | 85   | 82   | 80   | 85   | 84   |

## Monuments
- Église Saint-Jean-Baptiste du XIIIe siècle